# 井上直樹 (生化学者)
井上 直樹（いのうえ なおき、Naoki INOUE）は、日本のウイルス学者。学位は理学博士（東京大学・1985年）。岐阜薬科大学 生命薬学大講座 感染制御学 特命教授。
先天性サイトメガロウイルス感染症の新生児スクリーニング法を開発し感染の早期発見等に貢献したことでも知られる。

## 人物
趣味は、スキューバーダイビングと実験。

## 略歴
- 1981年4月 - 1985年3月、東京大学大学院理学系研究科 生物科学専攻修了（理学博士取得）
- 1985年4月 - 1996年3月、国立衛生試験所（現 国立医薬品食品衛生研究所）
- 1996年4月 - 1998年9月、ワシントン大学
- 1998年9月 - 2003年8月、アメリカ疾病予防管理センター Herpesvirus Section
- 2003年9月 - 2004年3月、厚生労働省 国立感染症研究所 ウイルス第1部 主任研究員
- 2004年4月 - 2013年9月、厚生労働省 国立感染症研究所 ウイルス第1部第4室 室長
- 2013年10月 - 2021年10月、岐阜薬科大学 生命薬学大講座 感染制御学 主任教授。2021年10月、依願退職[6]
- 2021年11月 - 2022年3月、岐阜薬科大学 生命薬学大講座 感染制御学 客員共同研究員
- 2022年3月 - 現在、岐阜薬科大学 生命薬学大講座 感染制御学 特命教授

## 所属学会
- 日本ウイルス学会
- 日本細菌学会

など